# Euacidalia nigridaria
Euacidalia nigridaria är en fjärilsart som beskrevs av Samuel E. Cassino 1931. Euacidalia nigridaria ingår i släktet Euacidalia och familjen mätare. Inga underarter finns listade i Catalogue of Life.